# Батл (тауншип, Миннесота)
Батл (англ. Battle) — тауншип в округе Белтрами, Миннесота, США. На 2000 год его население составило 60 человек.

## География
По данным Бюро переписи населения США площадь тауншипа составляет 35,6 км², из которых 35,5 км² занимает суша, а 0,1 км² — вода (0,22 %).

## Демография
По данным переписи населения 2000 года здесь находились 60 человек, 22 домохозяйства и 13 семей. Плотность населения —  1,7 чел./км². На территории тауншипа расположено 29 построек со средней плотностью 0,8 построек на один квадратный километр. Расовый состав населения: 93,33 % белых и 6,67 % коренных американцев.
Из 22 домохозяйств в 31,8 % воспитывались дети до 18 лет, в 45,5 % проживали супружеские пары, в 4,5 % проживали незамужние женщины и в 40,9 % домохозяйств проживали несемейные люди. 40,9 % домохозяйств состояли из одного человека, при том 22,7 % из — одиноких пожилых людей старше 65 лет. Средний размер домохозяйства — 2,73, а семьи — 3,85 человека.
30,0 % населения — младше 18 лет, 11,7 % — в возрасте от 18 до 24 лет, 25,0 % — от 25 до 44, 23,3 % — от 45 до 64, и 10,0 % — старше 65 лет. Средний возраст — 35 лет. На каждые 100 женщин приходилось 140,0 мужчин. На каждые 100 женщин старше 18 приходилось 121,1 мужчин.
Средний годовой доход домохозяйства составлял 23 750 долларов, а средний годовой доход семьи —  63 750 долларов. Средний доход мужчин —  31 667  долларов, в то время как у женщин — 19 583. Доход на душу населения составил 18 980 долларов. За чертой бедности находились 26,7 % семей и 36,4 % всего населения тауншипа, из которых 75,0 % младше 18 и 55,6 % старше 65 лет.